# Sojusz Demokratyczny Turnhalle
Sojusz Demokratyczny Turnhalle (ang. Democratic Turnhalle Alliance, afr. Demokratiese Turnhalle Alliansie, niem. Demokratische Turnhallenallianz) – namibijska konserwatywna partia polityczna, wraz z Zjednoczonym Frontem Demokratycznym tworząca oficjalną opozycję wobec rządów SWAPO. 

## Geneza i historia
Nazwa partii wywodzi się od sali gimnastycznej (niem. Turnhalle) w Windhuku, w której w latach 1975–1977 toczyły się negocjacje nad ustrojem przyszłej niepodległej Namibii. W 1977 przeciwnicy rasistowskich rozwiązań konstytucyjnych lansowanych przez Partię Narodową powołali do życia Demokratyczny Sojusz Turnhalle. W pierwszych wolnych wyborach parlamentarnych z 1989 na partię padło 28,59% głosów, co przełożyło się na 21 mandatów. 
Na początku lat dziewięćdziesiątych ugrupowanie znajdowało się pod przewodnictwem Mishake Muyongo – jego przywódca w wyborach prezydenckich w 1994 uzyskał 23.08% głosów. W tym samym roku na Sojuszu Demokratyczny głosowało 20,45% wyborców, co dało mu 15 miejsc w parlamencie. W wyniku poparcia udzielonego dla secesji regionu Caprivi Muyongo został w sierpniu 1998 wykluczony z Sojuszu. Jego miejsce zajął Katuutire Kaura, kytóry opowiedział się za postawieniem Muyongi przed sądem.
W wyborach 1999 na Sojusz głosowało 9,40% Namibijczyków, co przełożyło się na 7 mandatów. Pięć lat później partia uzyskała już tylko 5% głosów oraz 4 z 78 mandatów. 
Na czele partii stoi Katuutire Kaura, jest on jednocześnie oficjalnym liderem opozycji wobec rządów SWAPO. Ugrupowanie jest członkiem stowarzyszonym Międzynarodowej Unii Demokratycznej (ang. International Democrat Union). 

## Poparcie wyborcze
| Wybory parlamentarne | Procent głosów | Liczba miejsc |
| -------------------- | -------------- | ------------- |
| 2004                 | 5,10%          | 4             |
| 1999                 | 9,40%          | 7             |
| 1994                 | 20,45%         | 15            |
| 1989                 | 28,59%         | 21            |